# Zanclognatha lunalis
Zanclognatha lunalis là một loài bướm đêm trong họ Noctuidae.

## Hình ảnh

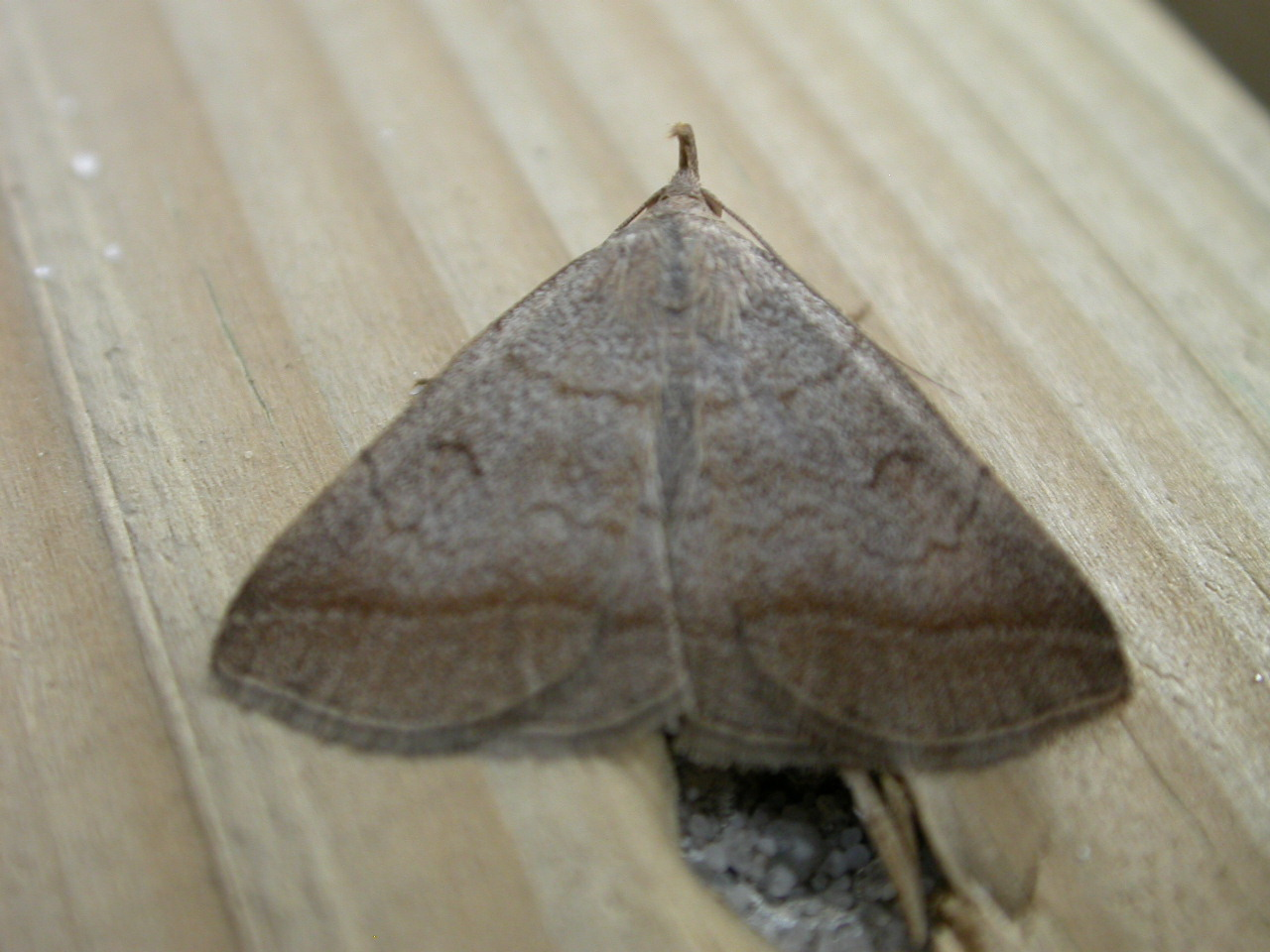